# フレドホルムの交代定理
数学において、エリック・イヴァル・フレドホルムの名にちなむフレドホルムの交代定理（フレドホルムのこうたいていり、英: Fredholm alternative; フレドホルムの択一定理）とは、フレドホルムの定理の一つであり、フレドホルム理論の一結果である。線型代数学、積分方程式あるいはフレドホルム作用素の定理として、いくつかの表現が存在する。その内の一つでは、コンパクト作用素のスペクトル内のある非ゼロの複素数は固有値であることが示されている。

## 線型代数学
V を n-次元ベクトル空間とし、T: V → V を線型写像とすると、次のいずれか一つが成り立つ：
1. V 内の各ベクトル v に対して、T(u) = v を満たすベクトル u ∈ V が存在する。言い換えると、T は全射（実際 V は有限次元なので、全単射）である。
2. dim(ker(T)) > 0.

より初等的な行列に関する表現は次のようになる：m×n 行列 A と m×1 列ベクトル b が与えられたとき、次のいずれか一つが成り立つ：
1. A x = b は解 x を持つ。
2. A⊤ y = 0 は，y⊤b ≠ 0 を満たす解 y を持つ。

言い換えると、A x = b（つまり b ∈ rng(A)）が解を持つための必要十分条件は、AT y = 0 を満たす任意の y に対して yTb = 0（つまり、b ∈ ker(A⊤)⊥）が成立することである。

## 積分方程式
積分核 K(x,y) に対し斉次および非斉次フレドホルム積分方程式
{\displaystyle \lambda \varphi (x)-\int _{a}^{b}K(x,y)\varphi (y)\,dy=0}
および
{\displaystyle \lambda \varphi (x)-\int _{a}^{b}K(x,y)\varphi (y)\,dy=f(x)}
を考える。このときのフレドホルムの択一定理の主張は
定理 (Fredholm alternative)
「任意のゼロで無い固定された複素数 λ ∈ C に対して、初めの方程式が非自明な解を持つか、第二の方程式がすべての f に対して解を持つかのいずれか一方のみが成り立つ。」
というものである。
この主張が真となるためのひとつの十分条件は、K(x,y) が矩形領域 [a, b] × [a, b] 上で自乗可積分（ここで a および b は正あるいは負の無限大であってもよい）であることである。そのような K によって定義される積分作用素はヒルベルト＝シュミット積分作用素と呼ばれる。

## 函数解析学
フレドホルム作用素に関する結果は、無限次元ベクトル空間、バナッハ空間に対して前述の結果を一般化するものである。
上記の積分方程式は、作用素の記法では以下のように定式化できる。（少々乱暴な書き方になるが）
{\displaystyle T=\lambda -K}
と書けば、
{\displaystyle T(x,y)=\lambda \;\delta (x-y)-K(x,y)}
を意味するものとする。ここで δ(x − y) はシュヴァルツ超函数あるいはもっとほかの超函数として考えたディラックのデルタ函数である。畳み込みにより、T は函数からなるバナッハ空間 V に作用する線型作用素を誘導する。それも同じく T と書くことにすると、線型作用素
{\displaystyle T\colon V\to V;\;\phi \mapsto \psi }
は
{\displaystyle \psi (x)=\int _{a}^{b}T(x,y)\phi (y)\,dy=\lambda \;\phi (x)-\int _{a}^{b}K(x,y)\phi (y)\,dy}
で与えられる。
このように書けば、積分方程式に対するフレドホルムの択一定理が、線型代数学の節で述べた有限次元の場合のフレドホルムの択一定理の無限次元の場合の対応物であることが見て取れる。
上述のような、ある L2 の核との畳み込みで与えられる作用素 K は、ヒルベルト＝シュミット積分作用素として知られる。そのような作用素は常にコンパクトである。より一般に、K が任意のコンパクト作用素のときもフレドホルムの択一定理は成立する。フレドホルムの択一定理を「λ がゼロでないならば、それは K の固有値であるか、レゾルベント作用素
{\displaystyle R(\lambda ;K)=(K-\lambda \operatorname {Id} )^{-1}}
の定義域に属するかのいずれか一方が成り立つ。」と言いなおすことができる。

## 楕円型偏微分方程式
フレドホルムの交代定理は、線型の楕円型偏微分方程式を解くために用いることが出来る。基本となる結果は次のものである：方程式とバナッハ空間が適切に定められるなら、次のいずれかが成り立つ。
(1) 同次方程式が非自明な解を持つ。
(2) 非同次方程式がデータの選び方に対して一意に解かれる。
この内容について以下で述べる。典型的な楕円型作用素 L の分かりやすい例として、ラプラシアンに低階の項をいくつか加えたものが考えられる。適切な境界条件が課され、適切なバナッハ空間 X（これは境界条件と解の適切性を保証する）上で表現されることで、L は X からそれ自身への非有界作用素となり、問題は次を解くこととなる：
{\displaystyle Lu=f,\qquad u\in dom(L)\subseteq X.}
ここで f ∈ X はデータとして与えられるある函数で、これに対する解を得ることを考える。フレドホルムの交代定理は、楕円型方程式の理論と組み合わされることで、この方程式の解を構成することを可能にする。
具体例として、次のような楕円型境界値問題が挙げられる。
{\displaystyle (*)\qquad Lu:=-\Delta u+h(x)u=f\qquad {\text{in }}\Omega .}
境界条件は次のものとする。
{\displaystyle (**)\qquad u=0\qquad {\text{on }}\partial \Omega .}
ここで Ω ⊆ Rn は滑らかな境界を持つ有界集合で、h(x) は固定された函数（シュレディンガー作用素の場合は、ポテンシャル）である。函数 f ∈ X は、変化させることの出来るデータで、それに対して方程式の解を求めることを考える。ここで X を、Ω 上のすべての自乗可積分函数からなる空間 L2(Ω) とし、dom(L) は、ソボレフ空間 W 2,2(Ω) ∩ W01,2(Ω)（Ω 上の自乗可積分函数で、1階および2階の弱微分が存在し、それらも自乗可積分であるものからなる空間）とする。さらに ∂Ω 上ではゼロ境界条件が満たされるものとする。
X が（今回の例のように）適切に選ばれるなら、μ0 >> 0 に対して作用素 L + μ0 は正となり、楕円型評価を利用することで、L+μ0 : dom(L) → X は全単射かつその逆はコンパクトで、像が dom(L) と等しいような至る所で定義される X から X への作用素 K であることが分かる。そのような μ0 を固定する。しかしそれは道具に過ぎないので、その値は重要ではない。
このとき、前述のコンパクト作用素に対するフレドホルムの交代定理を、境界値問題 (*)-(**) の可解性に関する内容に変えることが出来る。上述のように、フレドホルムの交代定理では次のことが主張される：
- 各 λ ∈ R に対し、λ は K の固有値であるか、作用素 K - λ が X からそれ自身への全単射である。

境界値問題に対して、次の二つの内容を述べる。λ ≠ 0 とする。このとき次のいずれかが成り立つ：
(A) λ は K の固有値 ⇔ (L + μ0) h = λ-1h のある解 h ∈ dom(L) が存在 ⇔ -μ0+λ-1 は L の固有値
(B) 作用素 K - λ : X → X は全単射 ⇔ (K - λ) (L + μ0) = Id - λ (L + μ0) : dom(L) → X は全単射 ⇔  L + μ0 - λ-1 : dom(L) → X は全単射
-μ0+λ-1 を λ で置き換え、λ = -μ0 の場合を別に扱うことで、この結果は次の楕円型境界値問題に対するフレドホルムの交代定理につながる：
- 各 λ ∈ R に対し、同次方程式 (L - λ) u = 0 は自明解を持つか、非同次方程式 (L -  λ) u = f は与えられた各データ f ∈ X に対して一意な解 u ∈ dom(L) を持つ。

この後者の函数 u は、上述の境界値問題 (*)-(**) の解である。これは上述の (1)-(2) で主張されたような二者択一の内容である。コンパクト作用素のスペクトル理論より、可解性が失われるような λ の集合は R の離散部分集合（L の固有値）であることが分かる。このような固有値は、方程式の可解性を妨げる resonances であると考えられる。